# Alexander von Hartmann
Alexander von Hartmann, född 11 december 1890 i Berlin, död 26 januari 1943 vid Stalingrad, var en tysk general. von Hartmann befordrades till generalmajor i januari 1941 och till general i infanteriet i februari 1943 (postumt). Han erhöll Riddarkorset av Järnkorset i oktober 1942. von Hartmann stupade i strid.
von Hartmann var befälhavare för 37. infanteriregementet från februari 1937 till mars 1941 och befälhavare för 71. Infanterie-Division från mars 1941 till januari 1943.